# Con O'Neill
Robert O'Neill, conosciuto come Con O'Neill (Weston-super-Mare, 15 agosto 1966), è un attore e cantante britannico.
È noto soprattutto per aver interpretato Mickey nella produzione originale di Londra (1988) e Broadway (1993) del musical Blood Brothers; per questa sua interpretazione vinse il Laurence Olivier Award al miglior attore in un musical e venne candidato al Tony Award al miglior attore protagonista in un musical e al Drama Desk Award.

## Filmografia parziale
- Cucumber – miniserie TV, 5 puntate (2015)
- Happy Valley – serie TV, 11 episodi (2016-2023)
- Chernobyl – miniserie TV, 3 puntate (2019)
- Cobra - Unità anticrisi (Cobra) – serie TV, 4 episodi (2020)
- The Batman, regia di Matt Reeves (2022)
- Our Flag Means Death - serie TV, 10 episodi (2022)
- The Penguin, regia di Craig Zobel, Helen Shaver, Kevin Bray e Jennifer Getzinger – miniserie TV, puntate 5-8 (2024)

## Doppiatori italiani
Nelle versioni in italiano delle opere in cui ha recitato, Con O'Neill è stato doppiato da:
- Roberto Stocchi in Happy Valley (st. 2)
- Pasquale Anselmo in Chernobyl
- Pierluigi Astore in The Batman
- Gianni Giuliano in Happy Valley (st. 3)